# Giuseppe Masi
(Giuseppe Masi)
Giuseppe Masi (Firenze, 4 aprile 1915 – Bologna, 30 novembre 2007) è stato uno scrittore, filosofo e poeta italiano.
È stato professore incaricato di Storia della filosofia antica presso la Facoltà di Lettere e Filosofia dell'Università di Bologna.

## Biografia
Giuseppe Masi nacque a Firenze il 4 aprile 1915, da Enrico Masi, generale dell'Esercito Italiano, e Leda Nutini.
Ha compiuto i suoi studi a Bologna, conseguendo la maturità classica presso il liceo statale L. Galvani.
Iscrittosi alla Facoltà di Giurisprudenza dell'Università di Bologna, vi si laureò con lode nel 1937, con una tesi sul diritto di famiglia negli Statuti Bolognesi.
Tra il 1937 e il 1938 assolse agli obblighi di leva e nel 1939 fu trattenuto alle armi in base alle disposizioni di emergenza del periodo.
Congedato, riprese gli studi iscrivendosi alla Facoltà di Filosofia dell'Università di Bologna, dove conseguì, nel 1941, la laurea con lode, discutendo col prof. Felice Battaglia la tesi: Individuo, società, famiglia nel pensiero di Antonio Rosmini. La tesi gli valse l'ammissione, con borsa di studio, al corso biennale di perfezionamento in Filosofia scolastica all'Università Cattolica del Sacro Cuore di Milano. Dopo il primo anno, fu richiamato alle armi nel periodo bellico, dall'8 ottobre del 1942 fino all'armistizio dell'8 settembre 1943.
Ottenuto il congedo definitivo, fu nominato assistente volontario alla cattedra di Filosofia morale dell'Università di Bologna, dal 1945 al 1957, svolgendo numerosi corsi di letture e di esercitazioni per gli studenti, soprattutto su argomenti di filosofia moderna e contemporanea.
Nel 1954 si è sposato con Anna Bergamini, con cui rimarrà insieme fino alla sua scomparsa nel 1998.
Nel 1955 ha conseguito la libera docenza in Filosofia teoretica. Dal 1956 al 1962 è nominato e riconfermato professore incaricato di Storia della filosofia presso la Facoltà di Magistero dell'Università di Bologna.
Nel 1964 è nominato professore incaricato di Storia della filosofia antica presso la Facoltà di Lettere e Filosofia dell'Università di Bologna. A partire dall'anno accademico 1972-73 è professore incaricato stabilizzato di Storia della filosofia antica. Ivi svolse, negli anni seguenti, corsi monografici su Aristotele, accompagnati da corsi istituzionali e seminariali di storia della filosofia greca in generale. Manterrà questa nomina per oltre un ventennio, fino al pensionamento.
È stato anche per numerosi anni professore ordinario di Storia e Filosofia in diversi licei di Bologna e provincia.

## Interessi
La sua vita è stata caratterizzata da molteplici pubblicazioni sia di materia scientifica che letteraria, nonché da collaborazioni a numerose riviste filosofiche (Rivista di filosofia neo-scolastica, Giornale di Metafisica), volumi collettivi,  riviste di novelle (Zenith, Excelsior). In particolare, i suoi romanzi, le sue novelle scritte fin dall'età giovanile e le sue raccolte di poesie sono stati pubblicati con lo pseudonimo Alfredo Grimaldi.
Ha partecipato ai principali convegni e congressi, come quelli del Centro Studi Filosofici di Gallarate, come attesta la sua collaborazione alla Enciclopedia filosofica a cura di quel Centro.
Si è occupato anche di estetica cinematografica in una serie di saggi,  pubblicati nella rivista Bianco e Nero, del Centro Sperimentale di Cinematografia.
Tra le numerose passioni e interessi che hanno caratterizzato la sua vita vanno inoltre ricordati:
La passione per l'arte e la storia dell'arte, che lo hanno condotto nel corso della sua vita a collezionare numerose opere d'arte, oggi presenti nella donazione alla Pinacoteca comunale di Pieve di Cento
I numerosi viaggi, che lo hanno portato in quasi tutto il mondo, con particolare interesse per l'Egitto e la sua storia antica.

## Giudizi sulle opere
"L'interesse storiografico che muove il Masi alla ricostruzione del pensiero di Kierkegaard da un profondo e originale impegno teoretico, volto ad approfondire il concetto metafisico di "analogia", cui il discorso di Kierkegaard, come l'A. si propone di illustrare nel suo saggio, risulta fortemente legato. Sotto un profilo strettamente storiografico, il Masi approda, attraverso un'attenta rilettura delle "opere edificanti" di Kierkegaard, ad un'interpretazione che ridimensiona questo pensatore, scoraggiando molti luoghi comuni della critica.."
(A. BABOLIN).
"Nel linguaggio filosofico contemporaneo l'aggettivo "platonico", riferito a una qualsiasi entità, vuole denotare l'immobilità astorica, il suo permanere in un'assoluta identità con sé medesima al di sopra delle alterne vicende del divenire. Ciò deriva da una tradizione ermeneutica del pensiero platonico. Uno degli aspetti più rilevanti del volume del Masi risiede appunto nello sforzo operato a demitizzare una tale ermeneutica... questa ricerca del Masi costituisce un lucido esempio di come oggi una filosofia, che si presenta spiritualistica e umanistica, sappia ripiegarsi a cogliere con consapevolezza trasparente e spregiudicata, le proprie radici alle fonti più vive della tradizione culturale dell'Occidente"
(A. BABOLIN).
"Le zitelle è un libro divertente, curioso, strano. Il pregio maggiore di questo libro è di essere tutto su di uno stesso tema musicale"
(Fabio Tombari)

## Opere

### Saggistica
Ha scritto numerosi saggi di filosofia:
- La determinazione della possibilità dell'esistenza in Kierkegaard (1949), Bologna
- La ricerca della verità in Karl Jasper (1953), Bologna
- La libertà in Heidegger (1961), Bologna
- M. Heidegger, Introduzione alla metafisica, trad. it. dal tedesco di G.Masi (1968), Milano
- J, Wahl, Verso la fine dell'ontologia, trad. it. dal francese con introduzione e note di G. Masi (1971), Milano
- Disperazione e speranza. Saggio sulle categorie kierkegaardiane (1971), Padova
- Il potere della ragione. Eraclito, Platone, Hegel (1971), Padova
- Il problema aristotelico, 2 voll. (1974), Bologna
- L'esistenzialismo tedesco, in “Grande antologia filosofica. Il pensiero contemporaneo” (1976), Milano
- Il pensiero ellenistico (1981), Bologna
- L'uni-equivocità dell'essere in Aristotele (1989), Genova: Casa Editrice Tilgher
- Lo spiritualismo egiziano antico. Il pensiero religioso egiziano classico (1994), Bologna: CLUEB
- Lo spiritualismo ellenistico. La grande svolta del pensiero occidentale (1995), Bologna: CLUEB
- Lo spiritualismo cristiano antico. Dalle origini a Calcedonia (1996), Bologna: CLUEB
- Origène o della riconciliazione universale (1997), Bologna
- Lo spiritualismo indiano. Dalle Upanishad al Buddha (1998), Bologna: CLUEB
- Lo spirito magico. Saggi sul pensiero primitivo (1999), Bologna: CLUEB
- Studi sul pensiero antico e dintorni (2000), Bologna
- L'idea barocca. Lezioni sul pensiero del Seicento (2000), Bologna: CLUEB
- Il concetto di cultura (2001), Bologna: CLUEB
- Platone, Il Timeo, riduzione, traduzione, introduzione e commento a cura di Giuseppe Masi (2001), Bologna: CLUEB
- Dell'eternità, e altri argomenti (2002), Bologna: CLUEB

### Narrativa
- Penombre (1940), Torino: Casa Editrice A.B.C.

Scritti con lo pseudonimo Sirio Stella:
- L'esile ombra (1938), Torino: Casa Editrice A.B.C.

Scritti con lo pseudonimo Alfredo Grimaldi:
- Le zitelle (1972), Milano: Todariana Editrice
- Il cane cinese (1982), Roma: Vincenzo Lo Faro Editore
- Il gatto siamese (1984), Roma: Vincenzo Lo Faro Editore
- Il figlio dell'ufficiale (1985)
- Marta (1985)
- L'ultima estate (1987), Firenze: Firenze Libri
- La carriera di un libertino (1987)
- La dea bambina (1991), Firenze: Firenze Libri
- Oltre le dune (1992), Firenze: Firenze Libri
- Le donne (1999), Roma: Gabrieli Editore
- L'ignoto. Il sogno (2001), Firenze: L'Autore Libri
- Tra le quinte del liceo. L'orologio a Pendolo (2002), Firenze: L'Autore Libri
- Il palloncino rosso e altri racconti (2002), Firenze: L'Autore Libri
- La partenza (2003), Firenze: L'Autore Libri
- Il sogno (2004), Roma: Gabrieli Editore
- Angelina e altri racconti (2004), Firenze: L'Autore Libri
- La croce di Sant'Elpidio. Il cane cinese, Firenze
- Il lupo di Sestola (2005), Firenze: L'Autore Libri

### Poesia
- Apollo e Dafne (1968), Padova: L'Edicola
- Le stagioni e i giorni (1969), Padova: L'Edicola

Poesie con lo pseudonimo Alfredo Grimaldi:
- La tomba d'erba (1969), Padova: L'Edicola
- Maremma tu (1970), Milano: Todariana Editrice - Premio Montediana di poesia, 1971